# Isohypsibius campbellensis
Isohypsibius campbellensis är en djurart som tillhör fylumet trögkrypare, och som beskrevs av Giovanni Pilato 1996. Isohypsibius campbellensis ingår i släktet Isohypsibius och familjen Hypsibiidae. Inga underarter finns listade i Catalogue of Life.